# 鷲神社 (白井市)
鷲神社（わしじんじゃ）は、千葉県白井市木にある神社である。

## 祭神
- 天日鷲命

## 由緒
延宝年間（1673年～1681年）の創建と伝えられる。

## 文化財
- 白井市指定有形文化財
  - 石造鳥居
  - 本殿
- 白井市指定文化財
  - 三猿庚申塔

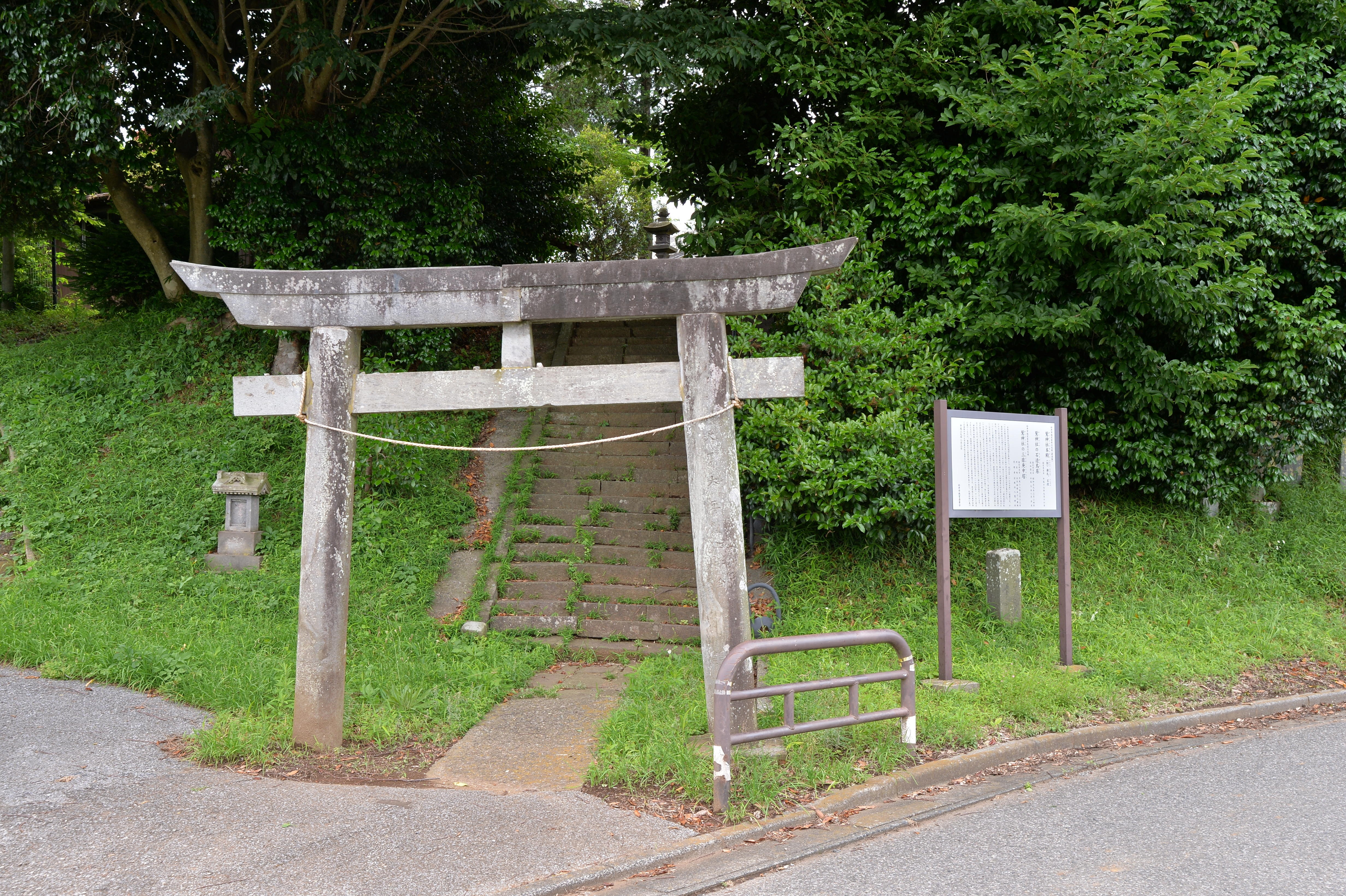
石造鳥居
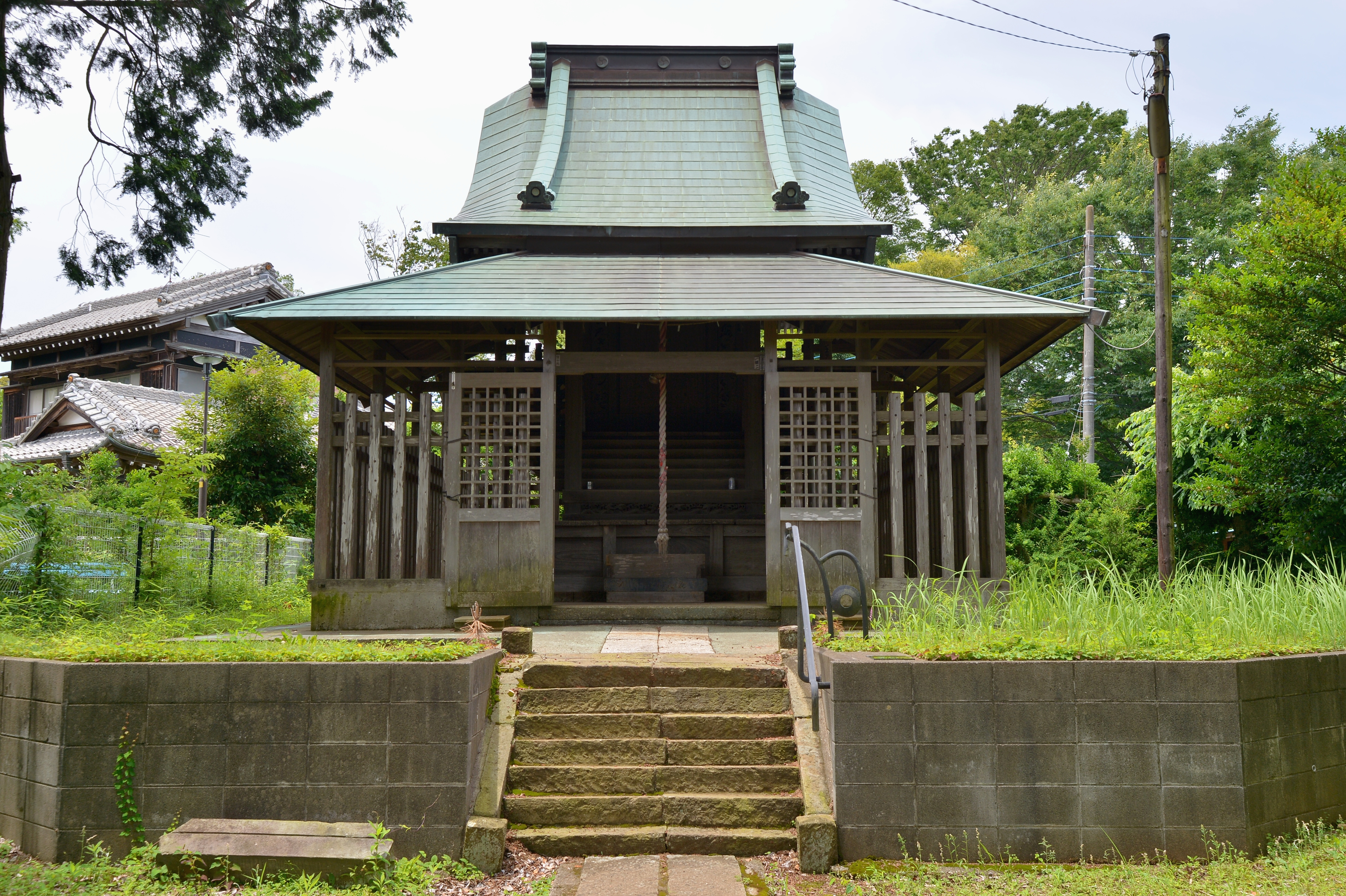
本殿
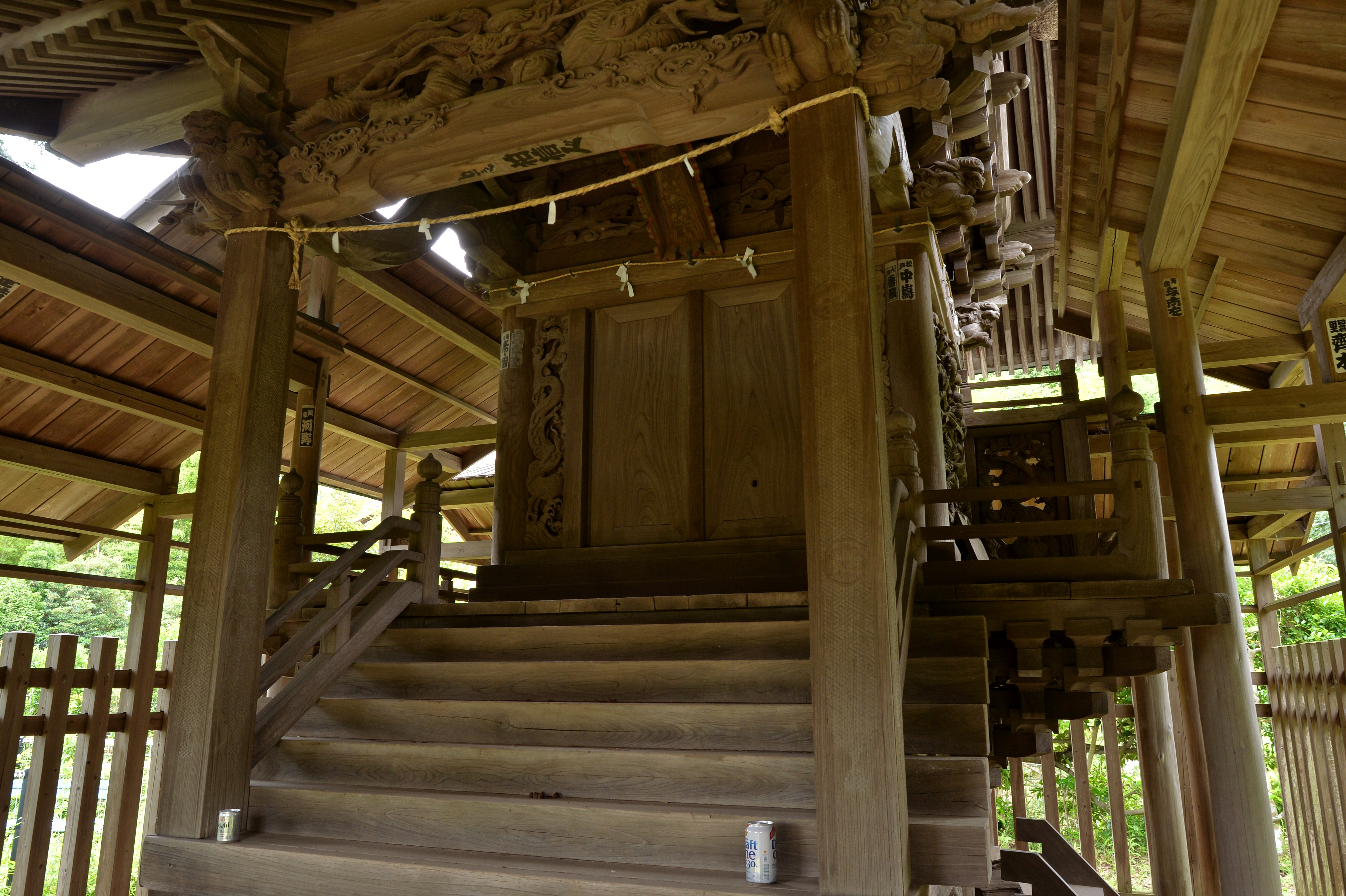
本殿内部